# Cap-de-Richibouctou
Pour les articles homonymes, voir cap et Richibouctou (homonymie).
Cap-de-Richibouctou est un village du comté de Kent, au nord-est de la province canadienne du Nouveau-Brunswick. Le village a le statut de DSL. Dans le cadre de la réforme de la gouvernance locale du 1er janvier 2023, le territoire du DSL a été réparti entre le village de Five Rivers et le district rural de Kent.

## Toponyme
Le dsl est nommé ainsi d'après la rivière Richibouctou, dont le nom en langue micmaque, Elsedabooktook, signifierait « l'endroit où la baie rebrousse chemin », en référence au havre de Richibouctou, ou « rivière qui pénètre dans la forêt » ou « rivière de feu ». Le toponyme officiel est Cap-de-Richibucto, à l'anglaise, mais la version française est d'usage fréquent. La localité porte aussi le nom de Richibucto Cape en anglais. Le cap en question est situé sur la rive est du village, dans le détroit de Northumberland. Il est aussi connu comme le cap Lumière.
Le toponyme de Cap-Lumière fait allusion au phare de la pointe de Richibouctou.
L'origine du toponyme Bédèque, ou Bedec, n'est pas expliquée ; la localité a toutefois porté le nom de Babineau jusqu'en 1956, en hommage à John B. Babineau, le premier maître des postes. L'origine du nom de Richibouctou-Village n'est pas non plus expliquée mais le toponyme est souvent anglicisé en Richibuco-Village. De plus, la localité a déjà porté le nom de French Village.
L'origine des noms de Bells Mills, Peters Mills, de Pirogue et de South Beach n'est pas connue,,,.

## Géographie

### Situation
Cap-de-Richibouctou est situé à 60 kilomètres à vol d'oiseau au nord de Moncton, dans le Kent. Le village a une superficie de 60,32 km2.
Cap-de-Richibouctou est limitrophe de Sainte-Anne-de-Kent au sud et de la paroisse de Richibouctou à l'ouest mais les villages de Rexton et Richibouctou sont situés tout près dans la même direction. La réserve indienne de Indian Island 28 est enclavée dans le nord du territoire.
Cap-de-Richibouctou est généralement considéré comme faisant partie de l'Acadie.

### Topographie

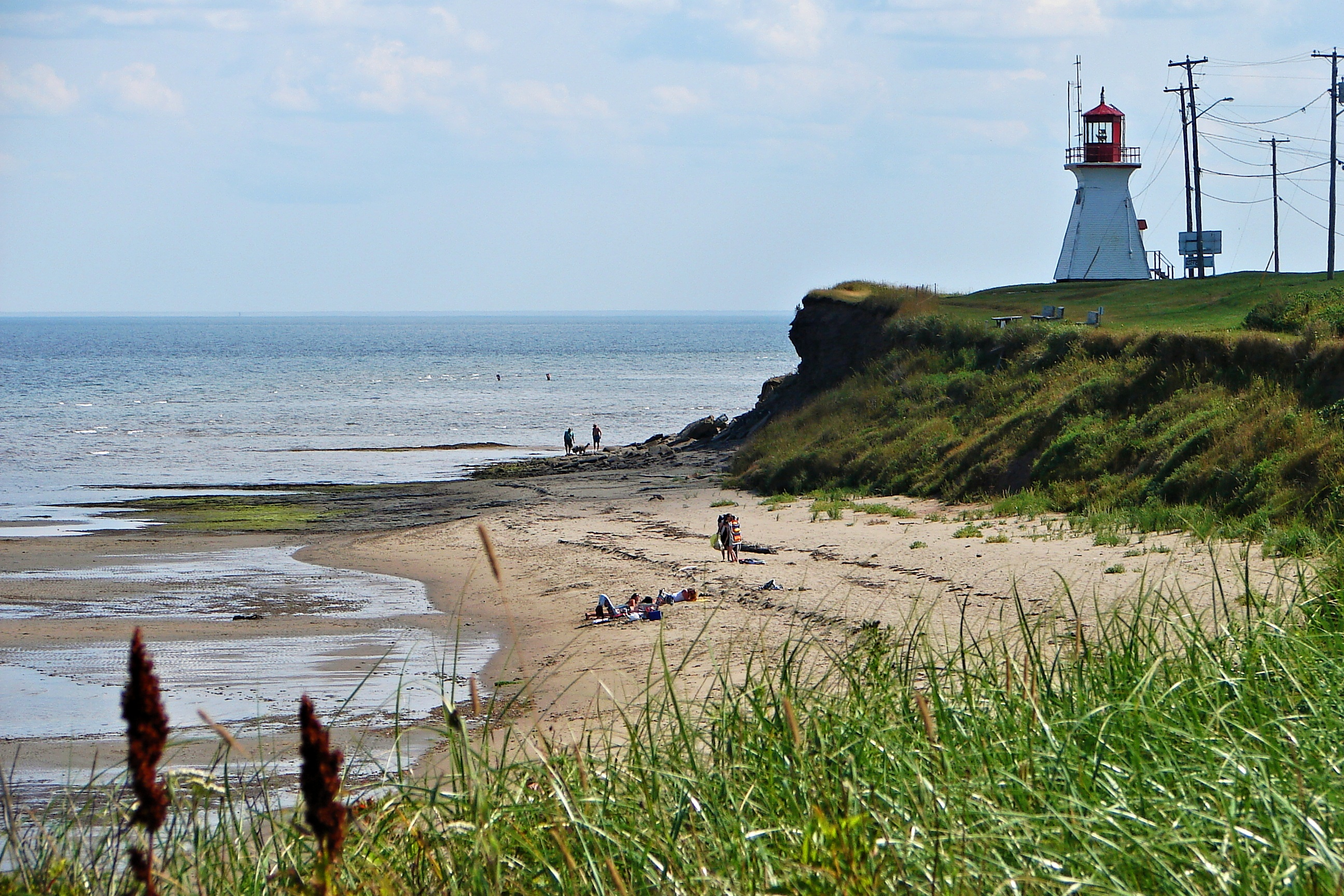
Cap-Lumière

Le village est bordé à l'est par le détroit de Northumberland. La rivière Richibouctou passe au nord du village. Le littoral est formé par la dune de Richibouctou Sud, fermant le havre de Richibouctou. Le littoral au sud-est comprend plusieurs caps, dont le cap de Richibouctou et le Gros Cap. Dans le havre de Richibouctou se trouve l'île aux Indiens, qui fait partie du territoire de la paroisse de Richibouctou et qui est séparée du continent par la passe de l'Île. Cette dernière communique avec la baie du Village, qui est située au centre du territoire.
Le relief est plat et s'élève légèrement vers le sud. Il y a plusieurs grands marécages. Parmi les principaux, notons la plaine du Caribou au sud-ouest et le mocauque du Cap à l'est, à l'extrémité de la dune.
Dans la passe de l'île se déverse le ruisseau Gaspereau. Dans la baie du Village se déverse les cours d'eau suivant, dans le sens horaire: la rivière des Vaches, la rivière du Cap, la rivière à Étienne, le ruisseau à Clorice Légère, le ruisseau à Jos-Allain et le ruisseau des Richard. Ces cours d'eau ont pour la plupart un petit débit mais sont très larges.

### Géologie
Le sous-sol de Cap-de-Richibouctou est composé principalement de roches sédimentaires du groupe de Pictou datant du Pennsylvanien (entre 300 et 311 millions d'années).

### Village et hameaux
À l'ouest, sur la rive gauche du ruisseau Gaspereau se trouve le hameau de Pirogue et plus en amont se trouve Peters Mills. Sur la pointe des Richard, entre le ruisseau Gaspereau et la baie du Village, s'étend le hameau de Bédèque. Richibouctou-Village, le plus populeux, s'élève dans le fond de la baie du Village. À l'est de ce dernier, au bord du détroit de Northumberland, se trouve Cap-Lumière. Au sud, dans les terres, se trouve Bells Mills. Le domaine de South Beach, situé sur la dune, est aussi compris dans les limites du DSL.

## Histoire
Royaume d'Angleterre (1654-1657)

 Royaume de France (1657-1674)

 Provinces-Unies (1674-1677)

 Royaume de France (1677-1690)

 Royaume d'Angleterre (1690-1692)

 Royaume de France (1692-1763)

 Royaume de Grande-Bretagne (1763-1801)

 Royaume-Uni de Grande-Bretagne et d'Irlande (1801-1867)

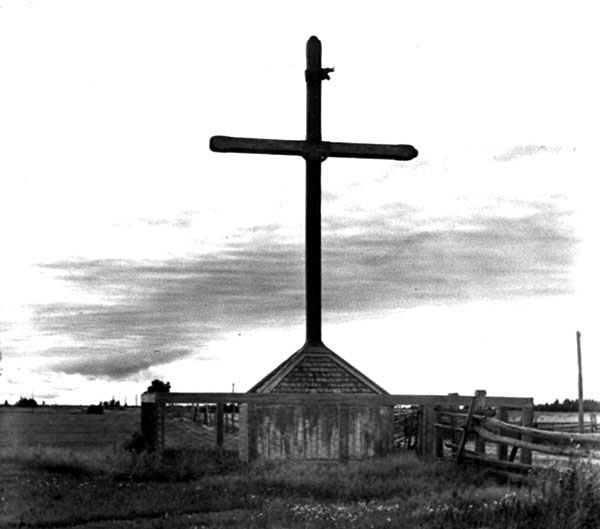
Une croix de chemin en 1936.

Cap-de-Richibouctou est situé dans le territoire historique des Micmacs, plus précisément dans le district de Sigenigteoag, qui comprend l'actuel côte Est du Nouveau-Brunswick, jusqu'à la baie de Fundy.
En 1646, les Jésuites Martin Lejeune et André Richard établissent la mission de Saint-Antoine-de-Padoue ; c'est la paroisse-mère du comté de Kent, étant la plus ancienne. En 1682, Louis Damours de Chauffours achète trois arpents de terre probablement à Cap-de-Richibouctou et y construit un fort en pieux. Une seigneurie lui est concédée au même endroit en 1684. Le village de Richibouctou se développe par la suite.
Richibouctou-Village est l'un des plus anciens établissements de la région. Il fut fondé par Pierre Richard, originaire de Memramcook, en 1788. Plusieurs familles acadiennes de Saint-Pierre-et-Miquelon forment le premier noyau de population. En 1791, Pierre Richard, Pierre Léger et d'autres notables demandent la concessions de leurs terres au gouverneur Thomas Carleton, qui leur accordent. La même année, Mathurin Bourg, le premier prêtre acadien, vient desservir les missions de la région. Une première chapelle est construite la même année. Louis-Joseph Desjardins remplace ensuite Mathurin Bourg. Les premiers registres paroissiaux datent de 1796. L'évêque de Québec, Jean-François Hubert, fait construire l'église Saint-Antoine-de-Padoue à Richibouctou-Village en 1798. Un premier curé résidant, Antoine Bédard, y est installé en 1800. Les curés de Saint-Antoine-de-Padoue desservaient alors toute la côte entre Baie-du-Vin et Chimougoui.
En 1825, le territoire est touché par les Grands feux de la Miramichi, qui dévastent entre 10 000 km2 et 20 000 km2 dans le centre et le nord-est de la province et tuent en tout plus de 280 personnes,.
Le bureau de poste de Richibouctou-Village ouvre ses portes en 1872. L'église Saint-Antoine-de-Padoue est déplacée sur le site actuel en 1877. François-Xavier Cormier devient curé en 1878 et il fait rénover l'église. La date de fondation de Peters Mills n'est pas connue mais le bureau de poste ouvre ses portes en 1887. Il en est de même pour Cap-Lumière en 1908, Bells Mills en 1910 et Bédèque en 1911. Les Archives provinciales du Nouveau-Brunswick ne recensent aucune informations sur l'histoire de Pirogue. Il en est de même pour South Beach, qui n'est habité que par une seule famille en 1991.
Selon un recensement de 1898, Peters Mills compte 1 scierie, 1 moulin à farine, 1 moulin à carder et une population de 150 habitants ; on y pratique la pêche, l'agriculture et l'exploitation forestière. Au même moment, Richibouctou-Village comptait 2 magasins, 1 scierie, 1 église et 300 habitants. En 1904, on recense plusieurs homarderies dans le territoire. Alphée Gaudet devient curé en 1914 et il fait rénover l'église.
La coopérative des pêcheurs de Richibouctou-Village est fondée en 1939. Une usine de transformation du poisson est ouverte la même année à Cap-Lumière. Le bureau de poste de Bells Mills ferme ses portes en 1946. Une école est inaugurée à Richibouctou-Village en 1950. L'école M. Goretti est quant à elle inaugurée en 1951. Les bureaux de poste de Bédèque et de Cap-Lumière ferment leurs portes en 1956,. L'usine de transformation de poisson de la coopérative, à Cap-Lumière, est détruite dans un incendie en 1959 mais rapidement reconstruite. Le bureau de poste de Peters Mills ferme ses portes en 1964.
La Caisse populaire de Richibouctou-Village est fondée en 1939 et fusionne avec celle de Richibouctou en 2000 pour former la Caisse populaire Kent-Centre, à laquelle s'ajoute celle de Rogersville en 2001. L'usine coopérative de Cap-Lumière ferme temporairement ses portes la même année. L'usine de Cap-Lumière ferme ses portes en 2012; la crise économique et la hausse du dollar canadien sont citées comme les raisons de la fermeture.

## Démographie
(juillet 2016).
D'après le recensement de Statistique Canada, il y avait 1117 habitants en 2006, comparativement à 1141 en 2001, soit une baisse de 2,1 %. Il y a 617 logements privés, dont 501 occupés par des résidents habituels. Le village a une superficie de 60,35 km2 et une densité de population de 18,5 habitants au kilomètre carré.
| 2011  | 2016 | 2021  |
| ----- | ---- | ----- |
| 1 011 | 989  | 1 067 |

## Administration

### Comité consultatif
En tant que district de services locaux, Cap-de-Richibouctou est directement par le Ministère des Gouvernements locaux du Nouveau-Brunswick, secondé par un comité consultatif élu composé de cinq membres dont un président.
| Période                                  | Période  | Identité          | Étiquette | Qualité |
| ---------------------------------------- | -------- | ----------------- | --------- | ------- |
|                                          | en cours | Guy Robichaud     |           |         |
|                                          | 200?     | Delphin Thibodeau |           |         |
| 1982                                     | 19??     | Normand Maillet   |           |         |
| Les données manquantes sont à compléter. |          |                   |           |         |

### Commission de services régionaux
Cap-de-Richibouctou fait partie de la Région 6, une commission de services régionaux (CSR) devant commencer officiellement ses activités le 1er janvier 2013. Contrairement aux municipalités, les DSL sont représentés au conseil par un nombre de représentants proportionnel à leur population et leur assiette fiscale. Ces représentants sont élus par les présidents des DSL mais sont nommés par le gouvernement s'il n'y a pas assez de présidents en fonction. Les services obligatoirement offerts par les CSR sont l'aménagement régional, l'aménagement local dans le cas des DSL, la gestion des déchets solides, la planification des mesures d'urgence ainsi que la collaboration en matière de services de police, la planification et le partage des coûts des infrastructures régionales de sport, de loisirs et de culture; d'autres services pourraient s'ajouter à cette liste.

### Représentation et tendances politiques
Nouveau-Brunswick: Cap-de-Richibouctou fait partie de la circonscription provinciale de Rogersville-Kouchibouguac, qui est représentée à l'Assemblée législative du Nouveau-Brunswick par Bertrand LeBlanc, du Parti libéral. Il fut élu en 2010.
 Canada: Cap-de-Richibouctou fait partie de la circonscription fédérale de Beauséjour. Cette circonscription est représentée à la Chambre des communes du Canada par Dominic LeBlanc, du Parti libéral.

## Économie
Entreprise Kent, membre du Réseau Entreprise, a la responsabilité du développement économique.
L'économie est dominée par la pêche et la transformation du poisson. Il y a deux usines de transformation de poisson, soit Captain Dan's à Cap-Lumière et Village Bay à Bédèque.

## Vivre à Cap-de-Richibouctou

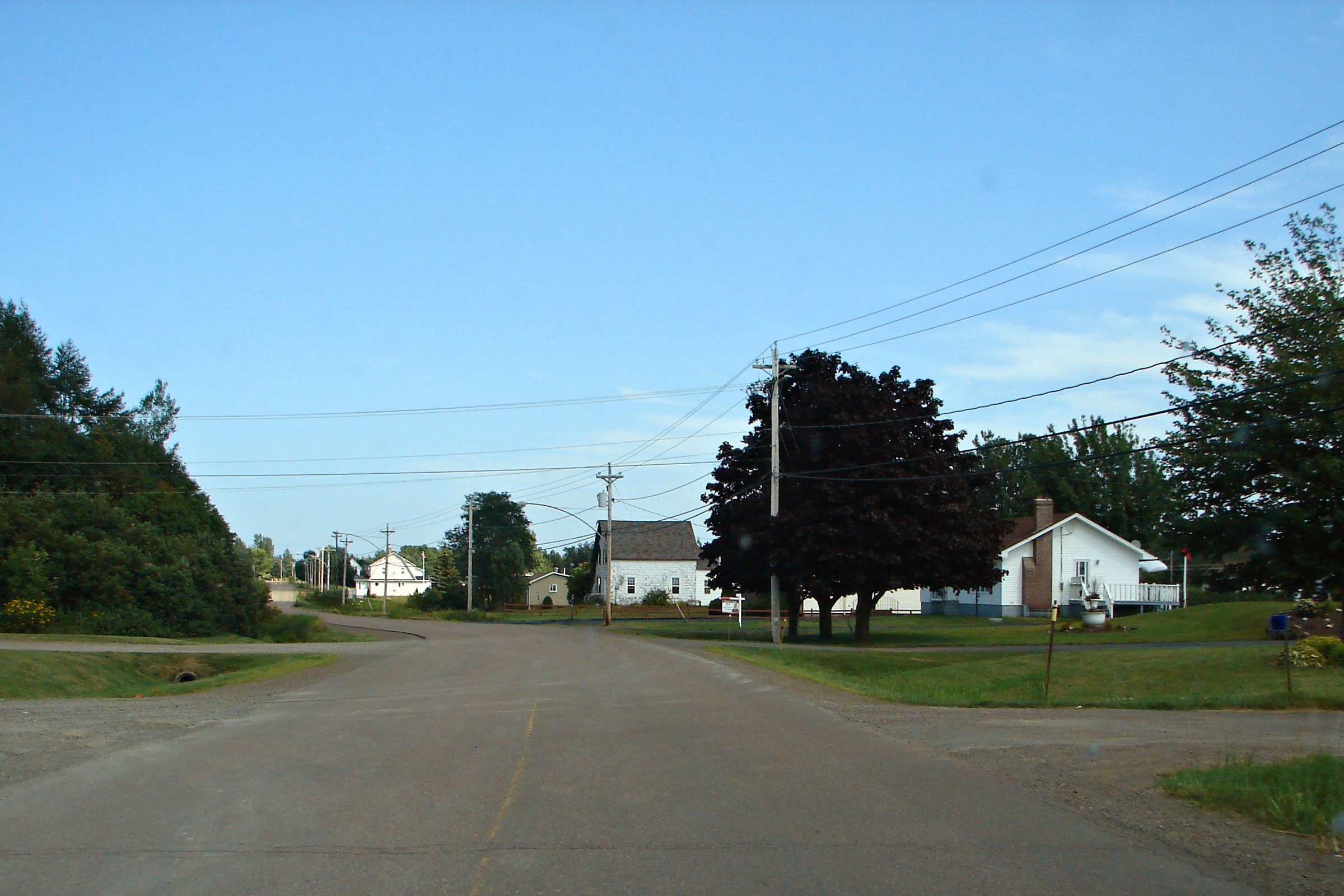
Richibouctou-Village

Cap-Lumière possède un port de pêche, géré par l'administration portuaire de Cap-Lumière. Le port compte deux bassins. Il y a un bureau de poste et une caserne de pompiers à Richibouctou-Village. Le détachement de la Gendarmerie royale du Canada le plus proche est situé à Richibouctou.
L'église Saint-Antoine-de-Padoue de Richibouctou-Village est une église catholique romaine faisant partie de l'archidiocèse de Moncton.
Les francophones bénéficient du quotidien L'Acadie nouvelle, publié à Caraquet, ainsi que de l'hebdomadaire L'Étoile, de Dieppe. Les anglophones bénéficient quant à eux des quotidiens Telegraph-Journal, publié à Saint-Jean et Times & Transcript, de Moncton.

## Culture
À Richibouctou-Village se trouve l'église Saint-Antoine de Padoue.
Personnalités
- Dr Léon Richard (MD) : Né en 1923 à Cap-Lumière et décédé le 20 décembre 1997, fils de Joseph et Julie Maranda. Médecin de carrière (médecine générale et ophtalmologie), il fut directeur médical de l’Hôpital Dr Georges-L. Dumont, directeur médical du Centre d’oncologie Dr-Léon Richard, chancelier de l’Université de Moncton, président de l’Association médicale du Canada, président de la Société nationale des Acadiens et membre de l’Ordre du Canada.

Richibouctou-Village est mentionné dans le recueil de poésie La terre tressée, de Claude Le Bouthillier.